# Radoslav Jankov
Radoslav Jankov (in bulgaro Радослав Янков?; Smolyan, 26 gennaio 1990) è uno snowboarder bulgaro, specializzato in slalom gigante parallelo e slalom parallelo.

## Biografia
Nato a Smolyan, Radoslav Jankov ha preso parte ai Giochi olimpici di Soči 2014 nello slalom parallelo e nel gigante parallelo, classificandosi rispettivamente ventunesimo e venticinquesimo.
Nella stagione 2015-2016 ottiene il primo podio in Coppa del Mondo, vincendo il gigante parallelo di Carezza, in Italia; al termine della stagione conquista la Coppa del Mondo di parallelo. Nella stagione successiva ha conquistato la Coppa del Mondo di slalom gigante parallelo.

## Palmarès

### Mondiali juniores
- 2 medaglie:
  - 2 ori (slalom parallelo a Valmalenco 2008; slalom gigante parallelo a Nagano 2009)

### Coppa del Mondo
- Vincitore della Coppa del Mondo di parallelo nel 2016
- Vincitore della Coppa del Mondo di slalom gigante parallelo nel 2017
- 12 podi:
  - 4 vittorie
  - 4 secondi posti
  - 4 terzi posti

#### Coppa del Mondo - vittorie
| Data             | Luogo       | Paese    | Disciplina |
| ---------------- | ----------- | -------- | ---------- |
| 12 dicembre 2015 | Carezza     | Italia   | PGS        |
| 8 gennaio 2016   | Bad Gastein | Austria  | PSL        |
| 3 febbraio 2017  | Bansko      | Bulgaria | PGS        |
| 12 dicembre 2024 | Carezza     | Italia   | PGS        |

Legenda:

PGS = slalom gigante parallelo

PSL = slalom parallelo